# Fate/Apocrypha
Fate/Apocrypha (フェイト/アポクリファ Feito/Apokurifa) là một light novel thuộc dòng Fate/stay night nổi tiếng của hãng Type-Moon do Higashide Yūichirō viết và Konoe Ototsugu minh họa. Tập đầu tiên của cuốn tiểu thuyết đã được phát hành vào ngày 29 tháng 12 năm 2012 tại Comiket 83. Tập thứ hai được phát hành vào ngày 16 tháng 8 năm 2013. Tập thứ ba được phát hành vào ngày 29 tháng 12 năm 2013. Tập thứ tư được phát hành vào ngày 30 tháng 5, năm 2014. Tập thứ năm và cuối cùng đã được phát hành vào ngày 30 tháng 12 năm 2014.

## Cốt truyện
Nội dung của Fate/Apocrypha vẫn xoay quanh Cuộc Chiến Chén Thánh tại thành phố Fuyuki nhưng diễn ra trong một thế giới song song với thế giới của Fate/stay night và Fate/Zero. Tại đây, sau Cuộc Chiến Chén Thánh lần thứ 3, Đại Chén Thánh của thành phố Fuyuki đã đột ngột biến mất một cách bí ẩn. Rất lâu sau đó, vào thời điểm những năm 2000, một gia tộc mang tên gọi Yggdmilennia đã công khai việc đánh cắp Chén Thánh của họ đồng thời tách rời khỏi Hội Pháp Sư. Để đoạt lại Chén Thánh, Hội Pháp Sư đã cử đi 50 thành viên tinh nhuệ nhất của mình nhưng tất cả đều bị sát hại bởi Servant Lancer của nhà Yggdmilennia. Tuy nhiên, người sống sót cuối cùng trong 50 pháp sư đã kịp kích hoạt cơ chế dự phòng của Đại Chén Thánh, được sử dụng nhằm ngăn chặn sự hợp tác giữa các Servant bằng cách cho phép 7 Master và 7 Servant mới được tham gia vào trận chiến. Từ đó mở màn cho Cuộc Đại Chiến Chén Thánh với 14 Master cùng 14 Servant tại thành phố Trifas giữa Hắc Trận Doanh – những thành viên của gia tộc Yggdmilennia và Xích Trận Doanh – những Master đại diện cho Hội Pháp Sư. Ngoài ra, để tạo sự cân bằng giữa hai bên, bản thân Chén Thánh cũng đã phải triệu hồi Ruler, Servant thứ 15 để làm người điều đình cho cuộc chiến.

## Phát triển
Được giới thiệu như là một dự án bị hủy bỏ dành cho một trò chơi trực tuyến với các chi tiết và thiết kế nhân vật khác nhau do những họa sĩ riêng biệt thu thập được trong Fate/complete material IV Extra material. Tháng 11 năm 2011, nhà sản xuất đã công bố một dự án mới dành cho Fate/Apocrypha và tới đầu tháng 12, Higashide đã xác nhận trên Twitter của mình rằng ông đang viết Fate/Apocrypha dưới dạng light novel. Ngày 15 tháng 12 năm 2011, trong tập thứ bảy của tạp chí Type-Moon Ace xuất bản truyện ngắn viết bởi Higashide đóng vai trò là chương đầu tiên. Tuy nhiên, dù một số yếu tố câu chuyện vẫn được ra mắt, bản thân truyện ngắn chẳng có liên quan đến phiên bản cuối cùng của câu chuyện được giới thiệu trong cuốn tiểu thuyết. Số tập theo như kế hoạch ban đầu dự định là bốn, nhưng vào ngày 2 tháng 5 năm 2014, Higashide đã xác nhận rằng câu chuyện cuối cùng cũng được mở rộng thành năm tập. Dự án trò chơi trực tuyến quá cố ban đầu kể từ khi được tái khởi động thành Fate/Grand Order hiện đang trong quá trình phát triển dành cho điện thoại thông minh.